# 안규홍
안규홍(安圭洪, 1879년 4월 10일 ~ 1910년 5월 5일)은 대한제국 말기 정미의병 당시 활약했던 의병장이었다. 본관은 죽산.
1879년 전라남도 보성군 출생으로 머슴 살이를 하다가 의병 부대인 강용언 부대에 들어갔다. 그러다가 강용언이 그의 폭정을 보다 못한 부하 의병들에게 살해당하고 1908년 4월 의병장으로 추대되었다.
이후 해산 군인을 받아들이고 26차례나 일본군과 싸워 승리했고 일본인과 부패 관리, 악질 부호들의 돈을 빼앗아 농민들에게 나눠 주었다.
그러나 일본군의 남한폭도 대토벌작전으로 부대 해산 후 고향으로 돌아가다가 일본군에게 체포되어 1910년 순국했다.

## 사후
1963년 건국훈장 독립장이 추서되었다.